# Медична електроніка
Меди́чна електро́ніка – розділ електроніки, який показує особливості застосування електронних пристроїв та апаратури для розв’язуваня медико-біологічних задач. Одне з поширених застосувань електронних пристроїв пов'язане з діагностикою та лікуванням захворювань.
Медична електроніка складається з біологічної та фізіологічної електроніки та ґрунтується на відомостях з таких галузей як математика, фізика, біологія, техніка, медицина та інші.

## Групи приладів, які використовуються для медико-біологічних цілей

### Електронні пристрої, що впливають на організм різними фізичними факторами

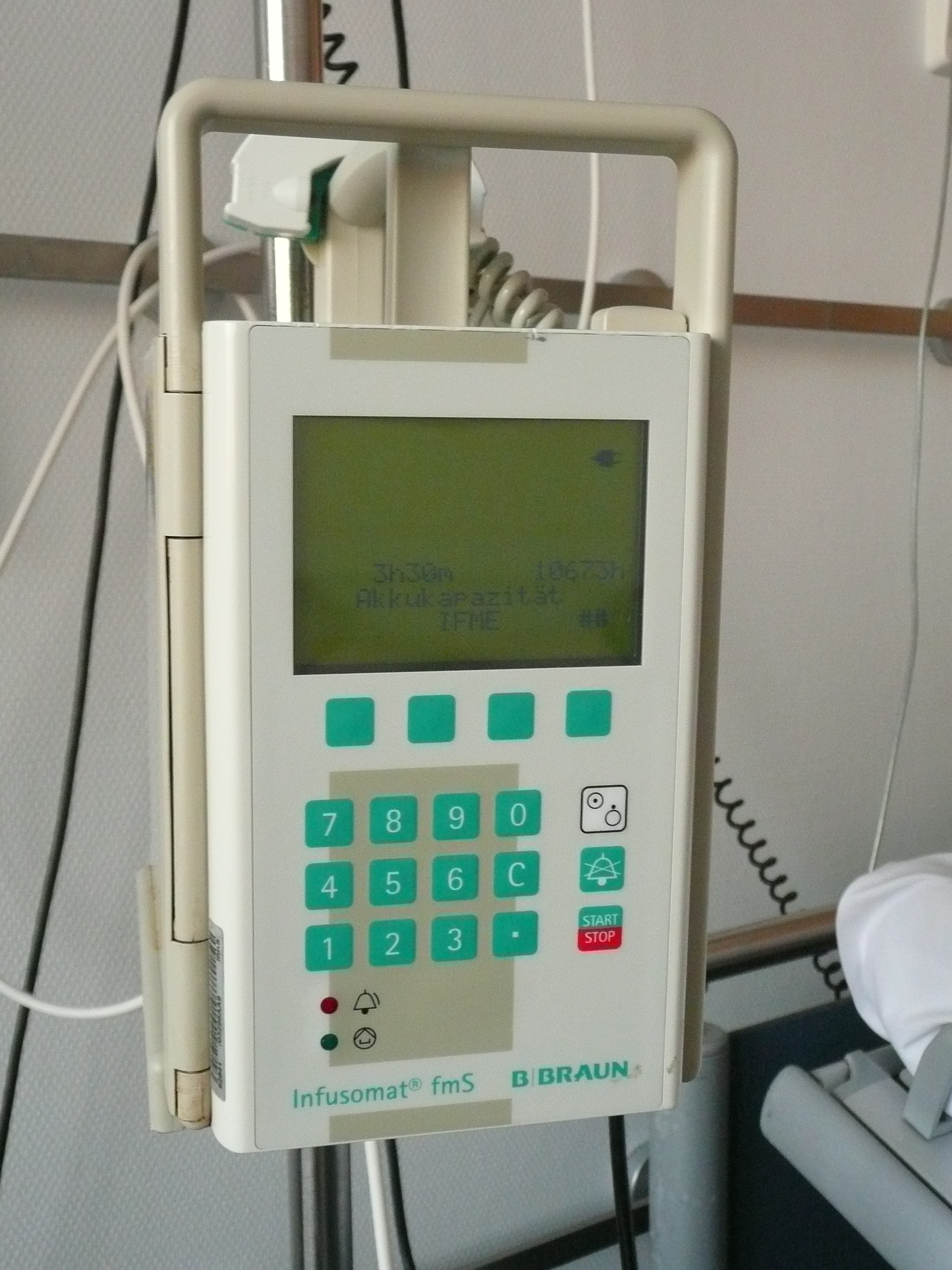
Інфузійна помпа

Електронні пристрої, що впливають на організм різними фізичними факторами. Найчастіше це дозуючий вплив. До фізичних факторів відносяться: ультразвук, електричний струм, електромагнітні поля та інші.
Приклади апаратів: кардіостимулятори, апарати для електрохірургії та інші.

### Прилади, для отримання, передачі та реєстрації інформації
Прилади, для отримання, передачі та реєстрації інформації. Інформація носить медико-біологічний характер.  Прилади отримують інформацію про стан навколишнього середовища, про процеси в організмі людини та інші. 
Приклади апаратів:фонокардіографи.

### Кібернетичні електронні пристрої
Кібернетичні електронні пристрої, які слугують для переробки, зберігання та аналізу зібраної інформації, управляють процесами життєдіяльності, моделюють біологічні процеси, тощо. 
Наприклад, інфузійна помпа.

## Безпека при використанні приладів
Найнебезпечнішими поломками є витік струму та пробій у корпусі.
Пробій на корпус - порушення захисної ізоляції струмопровідних частин електронного пристрою, що приводить до виникнення електричного контакту між цими частинами і корпусом пристрою
Струмами витоку називають струми, що виникають на корпусі апарату в результаті ємнісних зв'язків між струмовими частинами апарату і його корпусом